# Лион, Леон
Леон Лион Мартин (исп. León Lyon Martín; 3 августа 1918, Пайетт, Айдахо — 17 января 2003, Сан-Хуан) — пуэрто-риканский спортивный стрелок. Участник летних Олимпийских игр 1960 и 1964 годов, бронзовый призёр Панамериканских игр 1959 года, чемпион Игр Центральной Америки и Карибского бассейна 1962 года.

## Биография
Леон Лион родился 3 августа 1918 года в американском городе Пайетт.
Выступал в соревнованиях по пулевой стрельбе за Всеамериканский стрелковый клуб из Баямона.
В 1959 году в составе сборной Пуэрто-Рико завоевал бронзовую медаль Панамериканских игр в Чикаго в командном зачёте в стрельбе из пистолета с центральным огнём с 25 метров.
В 1960 году вошёл в состав сборной Пуэрто-Рико на летних Олимпийских играх в Риме. В стрельбе из скоростного пистолета с 25 метров занял 40-е место, набрав 558 очков и уступив 29 очков завоевавшему золото Биллу Макмиллану из США.
В 1962 году завоевал золотую медаль Игр Центральной Америки и Карибского бассейна в Кингстоне в стрельбе из скоростного пистолета с 25 метров.
В 1964 году вошёл в состав сборной Пуэрто-Рико на летних Олимпийских играх в Токио. В стрельбе из скоростного пистолета с 25 метров занял 37-е место, набрав 570 очков и уступив 22 очка завоевавшему золото Пентти Линносвуо из Финляндии.
Умер 17 января 2003 года в пуэрто-риканском городе Сан-Хуан.